# Pierre de Marca
Pierre de Marca (Gan, 24 gennaio 1594 – Parigi, 29 giugno 1662) è stato un arcivescovo cattolico e storico francese.

## Biografia
La sua famiglia apparteneva alla cerchia giudiziaria e fu tra quelle che mantennero il credo nella religione cattolica anche dopo l'introduzione del protestantesimo in Navarra.
Dopo aver studiato legge presso l'Università di Tolosa, egli praticò la professione di avvocato per breve tempo a Pau. Egli si prodigò in questi anni per richiamare a Luigi XIII di Francia l'intervento armato nella città di Béarn contro i riformati e per l'occasione scrisse i Discours d'un Béarnais, très fidèle sujet du roi, sur l'Édit du retablissement de la religion catholique dans tout le Béarn (1618). Dopo una facile campagna militare del 1620, i possedimenti sequestrati ai protestanti vennero restituiti ai cattolici e l'opera di supervisione, giudizio e moderazione di Pierre de Marca risultarono fondamentali per la buona riuscita dell'impresa.
Marca sposò Marguerite de Forgues il 4 giugno 1618, ed ebbe un figlio e tre figlie. Suo figlio, Galactoire, fu presidente del partito di Navarra (fu solo con la morte della moglie che egli poté in seguito intraprendere la carriera ecclesiastica).
Entrato in contatto così con gli ambienti della corte, durante l'Assedio di La Rochelle egli portò avanti una missione che lo portò in contatto con il cardinale Richelieu, il quale poco dopo lo nominò suo intendant de justice a Béarn (1631), e nel 1639 lo chiamò a Parigi col titolo di Consigliere di Stato. L'anno successivo era sorta in Francia la questione dell'intervento del re nella questione delle elezioni dei vescovi e per questo motivo Pierre de Marca difese il gallicanesimo del sovrano francese contro il pamphlet di Charles Hersent (Optatus Gallus de cavendo schismate, 1640), componendo anch'egli un testo dal titolo De concordia sacerdotii et imperii seu de libertatibus ecclesiae gallicanae (Parigi, 1641). Egli venne ampiamente ricompensato per il suo servizio.
Non aveva ancora preso gli ordini minori quando venne nominato per la sua fedeltà e distinzione vescovo di Couserans dal re il 28 dicembre 1641, ma papa Urbano VIII si rifiutò di riconoscerne la nomina. Fu solo dopo che de Marca ebbe negato le proposizioni da lui espresse nel De concordia giudicate in contrasto con la morale cattolica che venne ufficialmente accettato dalla Santa Sede il 13 gennaio 1648.
Durante questo periodo e sino al 1651 egli fu governatore della provincia di Catalogna, occupata dai francesi. Dopo il Trattato dei Pirenei, egli venne inviato a dirigere la conferenza che era stata convocata per decidere dei confini del Rossiglione, regione che da poco era stata ceduta alla Francia (1660).
Marca si legò sempre più alla fortuna di Mazzarino e gli rimase fedele anche durante il periodo della Fronda. Come ricompensa, egli venne nominato arcivescovo di Tolosa (28 maggio 1652) ma dovette sempre attendere la bolla d'investitura pontificia che pervenne il 23 marzo 1654.
Era complesso per lui cercare di compiacere il papa ed il re di Francia. Nella lotta contro i giansenisti, egli utilizzò la propria influenza sul clero per assicurare l'approvazione della costituzione apostolica il 31 marzo 1653 (Relation de ce qui s'est fait depuis 1653 dans les assemblées des évêques au sujet des cinq propositions, 1657); ma nella ribellione contro il re evocata dal cardinale de Retz, arcivescovo di Parigi, egli prese le parti del re contro il papa. Michel Le Tellier gli aveva intimato di rifiutare la tesi del collegio di Clermont circa l'infallibilità del papa, ma de Marca rispose scrivendo un trattato nel quale espose le proprie idee circa il gallicanesimo francese; non lo pubblicò per timore dell'indignazione di Roma. Queste tattiche ebbero successo e quando Retz venne costretto a dimettersi dalla carica di arcivescovo, de Marca divenne il suo successore alla sede arcivescovile di Parigi il 26 febbraio 1662. Egli ad ogni modo non poté godere a lungo di questo privilegio in quanto morì a Parigi il 29 giugno successivo senza ancora aver ricevuto la nomina ufficiale dal pontefice.

### L'attività di storico
Sin dalla gioventù, Pierre de Marca mostrò propensione per la storia, soprattutto quella della propria patria, e nel 1617, all'età di 23 anni aveva incominciato a lavorare in archivi, realizzando copie di manoscritti e mantenendo una corrispondenza fissa con i principali uomini di cultura in questo campo di quell'epoca come i fratelli Dupuy, André Duchesne e Jean Besly, dai quali si recò in visita a Poitou. La sua Histoire de Béarn venne pubblicata a Parigi nel 1640 e venne largamente apprezzata sebbene la sua indagine storica non si sia spinta molto oltre il XIV secolo.
Durante la sua lunga permanenza in Catalogna, egli iniziò a preparare un volume geografico-storico sulla regione. Étienne Baluze, che divenne suo segretario nel 1656, lo aiutò a stendere ed a completare il lavoro, aggiungendovi anche un'intelligente appendice e pubblicando interamente l'opera nel 1688 sotto il titolo Marca hispanica.
La sua biografia personale venne scritta in latino da due suoi intimi amici, Baluze, suo segretario (Epistola ad Samuelem Sorbierium, de vita, gestis et scriptis Petri de Marca, Parigi, 1663), e da suo cugino, Paul de Faget, che iniziò anche la collezione dei pamphlets teologici del de Marca pubblicandoli nel 1668. Quest'ultima collezione contiene scritti circa la messa, l'erezione del patriarcato di Costantinopoli, il sacramento dell'eucaristia ed altri argomenti.

## Genealogia episcopale e successione apostolica
La genealogia episcopale è:
- Arcivescovo Filippo Archinto
- Papa Pio IV
- Cardinale Giovanni Antonio Serbelloni
- Cardinale Carlo Borromeo
- Cardinale Gabriele Paleotti
- Cardinale Ludovico de Torres
- Cardinale Guido Bentivoglio d'Aragona
- Arcivescovo Claude de Rebé
- Arcivescovo Pierre de Marca

La successione apostolica è:
- Vescovo Jean de Miossens de Sansons (1653)
- Vescovo Pierre-Louis Cazet de Vautorte (1655)
- Arcivescovo Jean de Montpezat de Carbon (1658)